# Elena Kelessidi
Elena Kelessidi, gr. Έλενα Κελεσίδη (ur. w Czimkiencie w Kazachstanie) – grecka śpiewaczka operowa (sopran), występująca przede wszystkim w Greckiej Operze Narodowej, znana z licznych występów w Operze Królewskiej w Covent Garden w Londynie.
Jej przodkowie, w związku z toczącą się wojną grecko-turecką (1919–1922), w 1920 roku wyemigrowali do Gruzji, gdzie przyszli na świat rodzice Eleny. Później, za czasów rządów Józefa Stalina, cała rodzina została przesiedlona do Kazachstanu. Tam też urodziła się Elena. Studiowała w Konserwatorium w Astanie. Zadebiutowała w Kazachskim Teatrze Opery i Baletu im. Abaja w Ałmaty rolą Leili w Poławiaczach pereł Georges’a Bizeta. W 1992 roku rodzina, wykorzystując możliwości związane z pieriestrojką, przeniosła się do Grecji.

## Kariera artystyczna
W 1993 po raz pierwszy wystąpiła na deskach Greckiej Opery Narodowej w Atenach, śpiewając partię Konstancji w Uprowadzeniu z seraju Wolfganga Amadeusa Mozarta. Zaangażowanie do głównej roli na deskach pierwszej sceny operowej w kraju stanowiło dla niej duże wyzwanie ze względu na brak doświadczenia scenicznego. Występowała w wielu operach na świecie. Rolą, która przyniosła jej międzynarodowy rozgłos i uznanie krytyków była partia Violetty w Traviacie Verdiego, którą zadebiutowała w 1996 roku w Operze Królewskiej w Covent Garden w Londynie. W tej samej operze występowała później wielokrotnie w różnych rolach operowych, m.in. jako caryca Szemachy w Złotym koguciku Nikołaja Rimskiego-Korsakowa, Kleopatra w Juliuszu Cezarze Georga Friedricha Händla, Mimi w Cyganerii Giacomo Pucciniego, Luiza w Luizie Miller Giuseppe Verdiego, Julia w operze Capuleti i Montecchi Vincenzo Belliniego, Liu w Turandot Giacoma Pucciniego, Amina w Lunatyczce Vincenzo Belliniego, Antonii w Opowieściach Hoffmanna Jacques’a Offenbacha, Małgorzata w Fauście Charles’a Gounoda. W 1998 roku po raz pierwszy wystąpiła na deskach Theater an der Wien jako Desdemona w operze Otello Gioacchina Rossiniego pod dyrekcją Yehudi Menuhina.
Jej specjalnością są role: Mimi w Cyganerii Giuseppe Verdiego oraz Violetty w La Traviata tego samego autora. Rolę Mimi grała w 9 teatrach operowych na całym świecie: Operze Królewskiej w Covent Garden w Londynie, Operze Paryskiej, Metropolitan Opera w Nowym Jorku Operze Wiedeńskiej, Staatsoper Unter den Linden w Berlinie, Bawarskiej Operze Państwowej w Monachium, De Nederlandse Opera w Amsterdamie, Canadian Opera Company, Greckiej Operze Narodowej. Rolę Violetty również grała w 9 teatrach operowych: Operze Królewskiej w Covent Garden w Londynie, Bawarskiej Operze Państwowej w Monachium, Operze Państwowej w Hamburgu, Operze w Monte Carlo, Baltimore Opera Company, Orchard Hall w Bunkamura w Tokio, Deutsche Oper Berlin, Teatrze Operowym w Zurychu i Greckiej Operze Narodowej.
8 października 2010 roku wzięła udział w polskiej premierze opery Pasażerka Mieczysława Weinberga w Operze Narodowej w Warszawie. Wystąpiła we wszystkich trzech spektaklach, które tam wystawiono (8, 10 i 12 października 2010 roku), grając postać Marty – więźniarki z obozu Auschwitz-Birkenau.
W czasie trwającej wiele lat kariery artystycznej współpracowała między innymi z takimi dyrygentami jak: Yehudi Menuhin, Plácido Domingo, Kent Nagano, Riccardo Chailly, Bruno Campanella.

## Dyskografia

### CD
- A Russian Romance[4][11]
- Mieczysław Weinberg: Requiem[12]
- Yannis Markopoulos: The Liturgy of Orpheus on the ancient Orphic poems[12]

### DVD
- Weinberg: The Passenger, Op. 97. Live from the Bregenz Festival, 2010[12]